# Seven Seas Grandeur
Die Seven Seas Grandeur ist ein 2023 in Dienst gestelltes Kreuzfahrtschiff von Regent Seven Seas Cruises, einer Marke von Norwegian Cruise Line Holdings. Sie ist als drittes und letztes Schiff der Explorer-Klasse ein Schwesterschiff der Seven Seas Explorer und der Seven Seas Splendor.

## Geschichte
Am 15. Januar 2019 gab Norwegian Cruise Line Holdings bekannt, bei der Fincantieri-Werft für Regent Seven Seas Cruises ein drittes Schiff der Explorer-Klasse mit Ablieferung im Jahr 2023 bestellt zu haben. Im Juni 2021 gab die Reederei den Namen des Schiffes bekannt, der Bau des Schiffes begann mit dem formellen ersten Stahlschnitt am 2. November des Jahres. Der Kiel wurde am 12. Juli 2022 gelegt und verließ am 2. Februar 2023 die Werfthalle. Am 13. November des Jahres wurde es an die Reederei abgeliefert. Die siebentägige Jungfernfahrt im Mittelmeer begann am 18. November.
Am 10. Dezember 2023 wurde die Seven Seas Grandeur in Miami von Sarah Fabergé, einer Urenkelin Peter Carl Fabergés, getauft, nachdem ein Fabergé-Ei im Atrium des Schiffes permanent ausgestellt ist.

## Ausstattung
Auf dreizehn Decks, von denen zehn Passagierdecks sind, verfügt es unter anderem über einen Poolbereich auf dem Sonnendeck, einen Infinity-Pool, fünf Restaurants, eine Joggingstrecke, einen Spa- und Wellnessbereich, einen Padel-Platz und ein Theater. Alle 375 Kabinen des Schiffes verfügen über einen Balkon. Mit etwa 412 Quadratmetern ist die Regent Suite eine der größten Suiten auf einem Kreuzfahrtschiff.